# Flenört

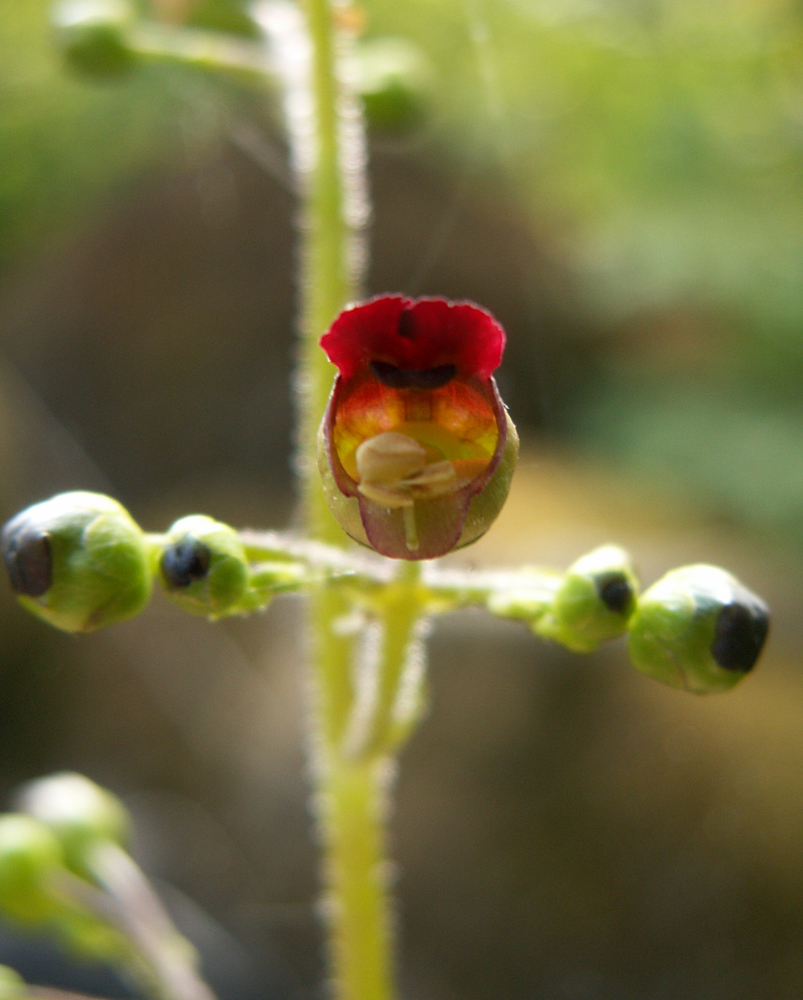
Närbild på flenört.

Flenört (Scrophularia nodosa) eller brunrot, är en växt i familjen flenörtsväxter.

## Alternativa namn
- I Södermanland har ett gammalt dialektalt namn på flenört förekommit, nämligen torsnässla. Detta ska inte förväxlas med tordönsnässla, som avser Urtica urens, etternässla.[2]
- Flera lokala namn antyder på olika sätt en koppling till svin.[3] För en tänkbar anledning till denna koppling, se etymologi nedan.
  - so-döda
  - svinknyl
  - trynefrö (hänfört till Svealand)
- Ännu en variant är syrseblomma [3]

## Etymologi
Släktnamnet Scrophularia kan härledas från latinets scrofula, (tuberkulos i halslymfkörtlarna), "skrovler". Anledningen till att dessa växter fått denna benämning är att vissa arter använts som medicinalväxt vid behandling av scrofulatuberkulos.
En gammal benämning på tuberkulos är svinsot (tuberkulos kan drabba såväl människor som boskap), vilket skulle kunna vara en anledning till att en del av flenörtens alternativa namn alluderar på svin.
Man kan i detta sammanhang notera, att flenört i Norge använts för att tvätta svin med mot skabb.
Latinska artnamnet nodosa betyder knöl, vilket syftar på att översta delen av jordstammen är utväxt till en knöl. Detta skulle kunna vara samma ord som knyl i det alternativa namnet "svinknyl".
Enligt "Lindmans Flora" skulle blomman vara särskilt lockande för getingar och flugor. Kanske då även för syrsor, vilket skulle kunna vara en förklaring till det alternativa namnet syrseblomma.

## Användning i pseudovetenskapliga påstådda läkemedel
Det är växtens rot som främst kommer till användning och då vid tillverkning av pseudovetenskapliga homeopatiska läkemedel. Föregivna användningsområden är återkommande förkylningar (halsont, snuva, hosta) förenade med förstorade halslymfkörtlar, samt som påstått blodrenande medel vid tendens till skrofulösa sjukdomar.